# Morosow (Familienname)
Morosow oder Morosowa (weibliche Form) ist ein russischer Familienname.

## Namensträger
- Alexander Morosow (Biathlet) (* 1958), kasachischer Sommerbiathlet
- Alexander Alexandrowitsch Morosow (1904–1979), sowjetischer Panzerkonstrukteur
- Alexander Iwanowitsch Morosow (Maler) (1835–1904), russischer Maler
- Alexander Iwanowitsch Morosow (Schriftsteller) (1898–1957), sowjetischer Schriftsteller
- Alexander Wassiljewitsch Morosow (1939–2003), sowjetischer Hindernisläufer
- Alexander Wiktorowitsch Morosow (* 1954), russischer Opernsänger
- Alexei Alexejewitsch Morosow (* 1977), russischer Eishockeyspieler
- Alexei Jurjewitsch Morosow (* 1961), russischer Physiker
- Anastassija Iljinitschna Morosowa (* 1994), russische Biathletin, siehe Anastassija Iljinitschna Porschnewa
- Andrei Sergejewitsch Morosow (1979–2024), russischer Milblogger
- Anna Afanassjewna Morosowa (1921–1944), sowjetische Widerstandskämpferin im Zweiten Weltkrieg
- Artem Morosow (* 1980), ukrainischer Ruderer
- Dmitri Jewgenjewitsch Morosow (* 1974), russischer Judoka
- Feliks Morosow (* 2000), ukrainischer Eishockeyspieler
- Feodossija Prokofjewna Morosowa (1632–1675), russische Bojarin
- Gennadi Wladimirowitsch Morosow (* 1962), russischer Fußballspieler und -trainer
- Georgi Fjodorowitsch Morosow (1867–1920), russischer Botaniker
- Grigori Pawlowitsch Morosow (* 1994), russischer Fußballspieler
- Igor Morosow (* 1948), russisch-ukrainischer Sänger (Bariton)
- Igor Wladimirowitsch Morosow (1913–1970), russischer Komponist
- Iwan Abramowitsch Morosow (1871–1921), russischer Kunstsammler
- Iwan Dmitrijewitsch Morosow (* 2000), russischer Eishockeyspieler
- Jelena Igorewna Morosowa (* 1987), russische Fußballspielerin
- Jewgeni Wladimirowitsch Morosow (* 2001), russischer Fußballspieler
- Evgeny Morozov (* 1984), belarussischer Publizist
- Julija Konstantinowna Morosowa (* 1985), russische Volleyballspielerin
- Juri Alexejewitsch Morosow (* 1949), russischer Geologe
- Juri Andrejewitsch Morosow (1934–2005), russischer Fußballspieler und -trainer
- Juri Ionowitsch Morosow (* 1949), russischer Unternehmer und Politiker
- Juri Iwanowitsch Morosow (* 1938), russischer Eishockeyspieler
- Juri Wassiljewitsch Morosow (1948–2006), russischer Komponist und Musiker
- Margarita Kirillowna Morosowa (1873–1958), russische Kunstsammlerin und Autorin
- Marija Fjodorowna Morosowa (1830–1911), russische Textilunternehmerin und Mäzenin
- Michail Abramowitsch Morosow (1870–1903), russischer Industrieller, Historiker und Kunstsammler
- Nadeschda Fjodorowna Morosowa (* 1996), russische Eishockeyspielerin
- Natalja Igorewna Morosowa (* 1973), russische Volleyballspielerin
- Nikolai Alexandrowitsch Morosow (Revolutionär) (1854–1946), russischer Revolutionär und Freimaurer
- Nikolai Alexandrowitsch Morosow (Komponist) (* 1956), russischer Komponist
- Nikolai Alexandrowitsch Morosow (Eiskunstläufer) (* 1975), weißrussischer Eiskunstläufer und Eistanztrainer
- Nikolai Petrowitsch Morosow (1916–1981), sowjetischer Fußballspieler und -trainer
- Oleg Wiktorowitsch Morosow (* 1953), russischer Politiker und Politikwissenschaftler
- Olga Alexejewna Morosowa (* 1995), russische Badmintonspielerin
- Olga Wassiljewna Morosowa (* 1949), russische Tennisspielerin
- Pawel Trofimowitsch Morosow (1918–1932), sowjetischer Bauernjunge und Mordopfer
- Platon Dmitrijewitsch Morosow (1906–1986), sowjetischer Jurist und Richter
- Sawwa Timofejewitsch Morosow (1862–1905), russischer Kaufmann
- Sergei Anatoljewitsch Morosow (1951–2001), sowjetischer Radsportler
- Sergei Sergejewitsch Morosow (* 1988), russischer Geher
- Sergei Timofejewitsch Morosow (1860–1944), russischer Unternehmer und Mäzen
- Sinaida Grigorjewna Morosowa (1867–1947), russische Salonnière und Wohltäterin
- Stanislaw Morosow (* 1979), ukrainischer Eiskunstläufer
- Timofei Sawwitsch Morosow (1823–1889), russischer Unternehmer und Mäzen
- Wadim Nikolajewitsch Morosow (* 1954), russischer Politiker
- Warwara Alexejewna Morosowa (1848–1917), russische Unternehmerin und Mäzenin
- Wassili Iwanowitsch Morosow (1897–1964), sowjetischer Generalleutnant
- Wera Georgijewna Morosowa (1903–1991), sowjetische Bildhauerin
- Wolodymyr Morosow (1940–2023), ukrainischer Kanute
- Wladimir Iwanowitsch Morosow (* 1952), russischer Kanute
- Wladimir Jewgenjewitsch Morosow (* 1992), russischer Eiskunstläufer
- Wladimir Wiktorowitsch Morosow (* 1992), russischer Schwimmer
- Wladimir Wladimirowitsch Morosow (1910–1975), russischer Mathematiker